# Torre Annunziata Centrale
Torre Annunziatta Centrale (wł: Stazione di Torre Annunziata Centrale) – stacja kolejowa w Torre Annunziata, w regionie Kampania, we Włoszech. Znajdują się tu 3 perony. Według klasyfikacji Rete Ferroviaria Italiana posiada kategorię srebrną.